# Tagrart
Tagrart  (noyau en tamazight), est une ancienne ville située en face d’Agadir (Tlemcen) en Algérie actuelle, elle fut fondée par les Almoravides.